# Michele Bianchi (1940)
«Мікеле Б'янкі» (італ. Michele Bianchi) — військовий корабель, великий підводний човен типу «Марконі» Королівських ВМС Італії за часів Другої світової війни.
«Мікеле Б'янкі» був закладений 15 лютого 1939 року на верфі компанії Odero-Terni-Orlando у Ла-Спеції. 3 грудня 1939 року він був спущений на воду, а 15 квітня 1940 року увійшов до складу Королівських ВМС Італії.

## Історія служби
У вересні 1940 року до французького Бордо на базу BETASOM почали прибувати італійські підводні човни, яких незабаром стало 27, котрі незабаром приєдналися до німецьких підводних човнів у полюванні на судноплавство союзників; поступово їхнє число збільшиться до 32. Вони зробили вагомий внесок у битву за Атлантику, попри те, що командувач підводного флоту ВМС Німеччини адмірал Карл Деніц відгукнувся про італійських підводників: «недостатньо дисципліновані» і «не в змозі залишатися спокійним перед лицем ворога».
Перший бойовий патруль «Мікеле Б'янкі» відбувався у Середземному морі з 15 серпня по 3 вересня 1940 року. 27 жовтня 1940 року човен відплив до Атлантики, 3 листопада досяг Гібралтарської протоки. Його спробу прорватися до Атлантики виявили сили Королівського флоту, і «Мікеле Б'янкі» змушений був зупинитися в нейтральному порту Танжер. 12 листопада італійська субмарина вийшла з Танжера і 18 грудня 1940 року досягла Бордо.
«Мікеле Б'янкі» затопив три судна у своєму першому поході з BETASOM з Бордо; але наступне патрулювання під командуванням Франко Тосоні Піттоні з 30 квітня по 30 травня 1941 року було невдалим. Після відплиття з Бордо 4 липня 1941 року, наступного дня був потоплений британським підводним човном «Тайгріс» у точці з координатами 45°03′ пн. ш. 4°01′ зх. д. / 45.050° пн. ш. 4.017° зх. д..